# Castillo de San Pedro de Alcántara de Mancera
El Castillo de San Pedro de Alcántara de Mancera o simplemente Castillo de Mancera es un castillo localizado en la localidad de isla Mancera, Región de Los Ríos, Chile. Fue el más importante castillo del sistema de fuertes y castillos de Valdivia. Este inmueble formó parte de una red de infraestructura de defensa construida en Valdivia con el fin de contrarrestar el ataque de indígenas, piratas, corsarios y potencias extranjeras; los planos fueron realizados por Constantino Vasconcelos, ingeniero mayor de la armada, mientras que su construcción se remonta al período comprendido entre 1675 a 1680.
Pertenece al conjunto de monumentos nacionales de Chile desde el año 1950 en virtud del Decreto supremo 3869 del 14 de junio del mismo año; se encuentra en la categoría «Monumentos Históricos».

## Historia

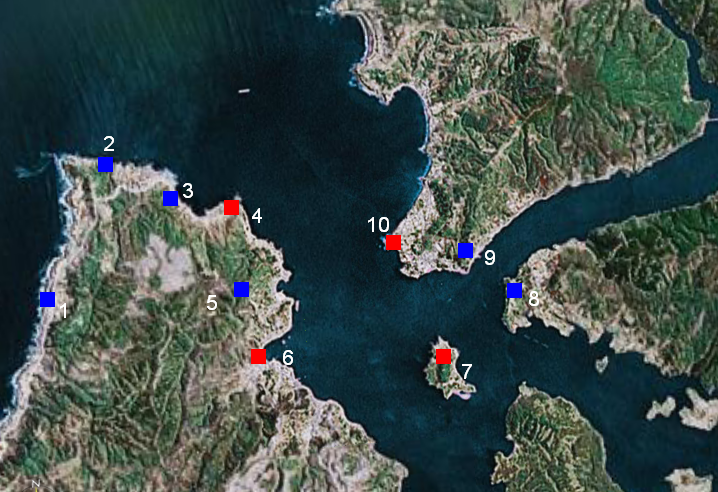
Sistema defensivo de Valdivia:
- 1: Fuerte Aguada del Inglés
- 2: Fuerte de San Carlos
- 3: Batería del Barro
- 4: Castillo de San Luis de Alba de Amargos
- 5: Batería y Reducto de Chorocamayo
- 6: Castillo de San Sebastián de la Cruz
- 7: Castillo de San Pedro de Alcántara
- 8: Batería del Carbonero
- 9: Batería del Piojo
- 10: Castillo de la Pura y Limpia Concepción de Monfort de Lemus.

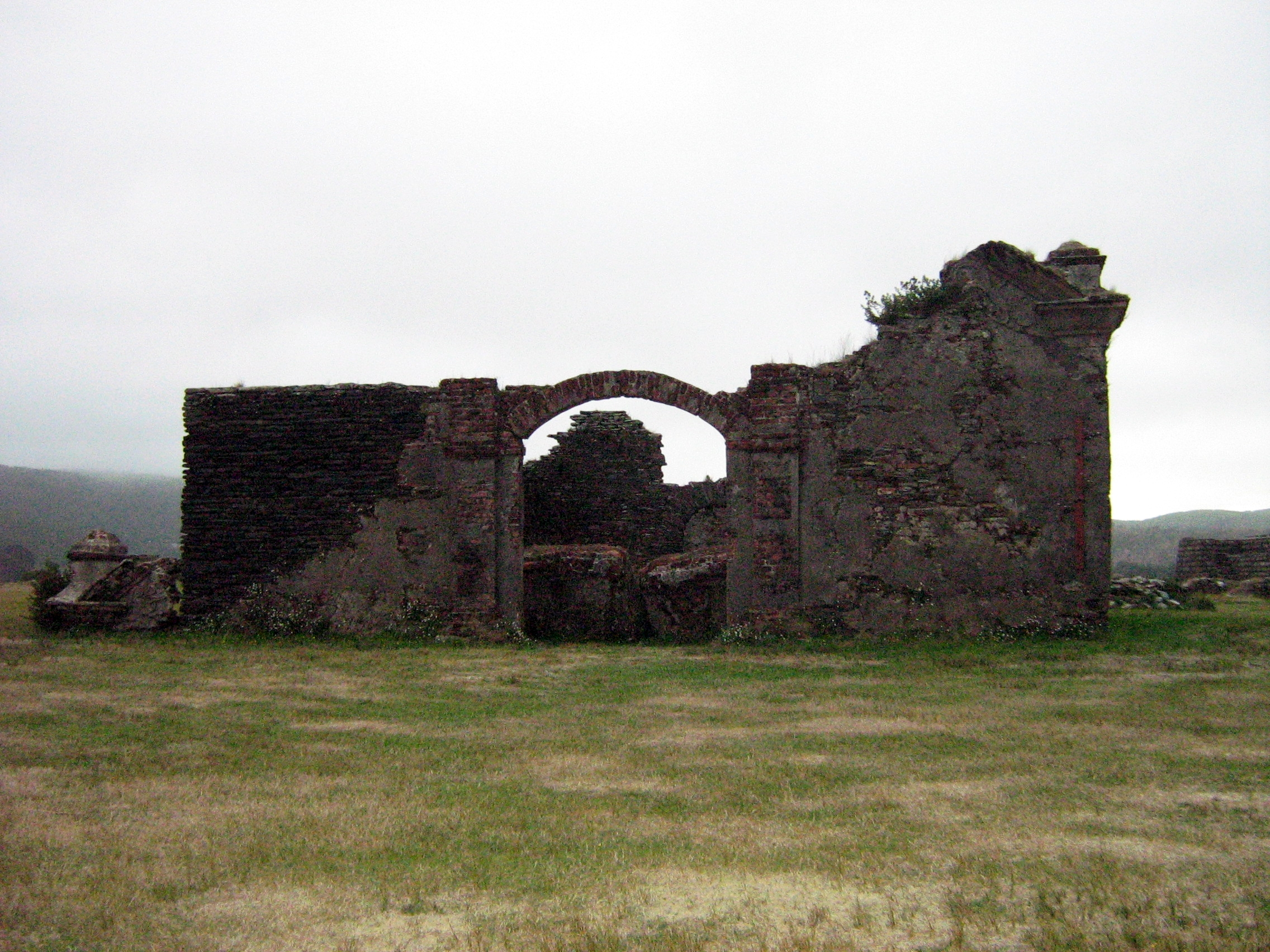
Fachada de la iglesia de San Antonio al interior del castillo, construida por los franciscanos a mediados del

Tras la Batalla de Curalaba de 1598, Valdivia fue destruida por la población huilliche en noviembre de 1599. Tras esto, una expedición holandesa comandada por Hendrick Brouwer se alió con los indígenas huilliches del canal de Chacao en contra de los colonizadores españoles de Chiloé, misma estrategia que utilizaron cuando llegaron a la bahía Corral en 1643, aunque finalmente se retiraron de la zona. 
El repoblamiento español comenzó en febrero de 1645 —San Pedro de Alcántara fue un eje principal de tal repoblamiento—, hasta que paulatinamente en 1684 se refundó la ciudad en el sitio original, aunque los alrededores aún eran territorios controlados por el pueblo lafkenche-huilliche. Tanto Valdivia como el Archipiélago de Chiloé representaban los enclaves más australes de la costa del Pacífico, y su importancia estratégica para el Virreinato del Perú generó la necesidad de fortificarlos para evitar el ataque de la población indígena; así nacería el sistema de fuertes de Valdivia, un conjunto de fortificaciones o fortalezas situados en la bahía de Corral, cercana a la ciudad de Valdivia: es aquí donde se situaría el Castillo de San Pedro de Alcántara de Mancera, que se ubica en la isla Mancera, al borde oriental de la bahía. 
Los primeros aprontes habrían comenzado entre 1645 a 1649, sin embargo, el castillo propiamente tal fue construido entre 1675 a 1680; «tenía muros y parapetos de 12 pies de espesor y de los baluartes, se encontraban en su recinto ocho construcciones de piedra y trece de madera» y en su interior se encontraban los conventos de San Francisco y San Agustín.